# Rafael Ceniceros y Villarreal
Rafael Ceniceros y Villarreal fue uno de los jefes del Partido Católico Nacional en México. Nació en la ciudad de Durango, Durango, el 11 de julio de 1855. Postulado como candidato a gobernador por este mismo, ocupó tal puesto en el año de 1913, una vez ganadas las elecciones. Tiempo más tarde, con motivo de la persecución religiosa desatada por Plutarco Elías Calles, fue presidente de la Liga Nacional Defensora de la Libertad Religiosa. En palabras de Jean Meyer, Ceniceros y Villarreal estaba convencido de que la iglesia salvaba a las almas, civilizaba a la sociedad, e inspiraba la política, humanizando la economía y forjando la patria.
- Datos: Q6097163